# 丹尼尔·丹丘内斯库
伊奥内尔·丹尼尔·丹丘内斯库（Ionel Daniel Dănciulescu）1976年11月6日出生，罗马尼亚足球运动员，司职前锋，现效力于罗马尼亚国内豪门球队布加勒斯特迪纳摩。

## 球员生涯
丹丘内斯库身体强壮，冲击力强，是罗马尼亚著名的「高产前锋」。2003-2004赛季以21个联赛进球获罗马尼亚足球甲级联赛最佳射手。2004赛季前丹丘内斯库共在罗马尼亚甲级联赛中出场305场，打入134球，并且在欧洲赛事中拥有10多个进球。
早年的丹丘是迪纳摩队同城死敌布格勒斯特星队球员，在2004/05赛季曾被租借至中超强队山东鲁能泰山，虽然屡有倒钩破门等惊艳表现，但一直未能完全融入球队的战术体系之中，一个赛季之后山东鲁能泰山不再租借丹丘，丹丘重返布加勒斯特迪纳摩，现为球队第一前锋以及场上队长。

## 国家队
丹丘内斯库代表罗马尼亚国家队出场6次进2球。不过在罗马尼亚国家队中，丹丘内斯库却始终是一个配角，虽然早在1999年就曾代表国家队出战，但是他在著名球星阿德里安·穆图、阿德里安·伊利耶的夹缝中并没有获得太多的机会。曾在与德国队的比赛中梅开二度，但是在罗马尼亚国家队只能算是一名替补球员。